# Frontier in Space
A Frontier in Space a Doctor Who sorozat hatvanhetedik része, amit 1973. február 24.-e és március 31.-e között vetítettek hat epizódban. Ebben a részben játszotta utoljára Roger Delgado. 
a Mestert.

## Történet
A két növekvő birodalom, a Föld és Drakónia egy ideje már békében él egymás mellett, mikor támadások sorozata éri a teherhajókat a két birodalom peremvidékén. A felek egymást vádolják, küszöbön áll a háború kitörése. A TARDIS a Doktorral és Joval a fedélzeten éppen egy teherűrhajóban materializálódik, természetesen rossz időben a rossz helyen... Vajon ki vagy
kik állnak a támadások mögött?
Lehetséges spoiler: Végül kiderül, hogy a Mester volt, aki a Dalekok parancsára tette hogy háború robbanjon ki a Föld és Drakónia között. Valamint hogy a rész azzal az átvezetővel végződik, hogy a Doktort egy Dalek halálosan megsebzi, de időben a Doktor beállítja az Idő Lordok segítségével a Tardis-t hogy követhesse a Dalekokat.

## Epizódok listája
| Epizódok listája | Bemutató napja    | Hossza | Nézők száma (millió) | Formátum                    |
| ---------------- | ----------------- | ------ | -------------------- | --------------------------- |
| 1                | 1973. február 24. | 23:27  | 9,1                  | Pal 2-s színes videókazetta |
| 2                | 1973. március 3.  | 24:10  | 7,8                  | Pal 2-s színes videókazetta |
| 3                | 1973. március 10. | 24:00  | 7,5                  | Pal 2-s színes videókazetta |
| 4                | 1973. március 17. | 23:35  | 7,1                  | Pal 2-s színes videókazetta |
| 5                | 1973. március 24. | 23:57  | 7,7                  | Pal 2-s színes videókazetta |
| 6                | 1973. március 31. | 24:44  | 8,9                  | Pal 2-s színes videókazetta |

## Könyvkiadás
A könyvváltozatát 1976. szeptember 23.-n adták ki.

## Otthoni kiadás
- VHS-n 1995 augusztusában adták ki.
- DVD-n 2009. október 5.-n adták ki a Dalek War dobozban adták ki, a Planet of the Daleks résszel együtt.

### Fordítás
- Ez a szócikk részben vagy egészben  a   Frontier in Space című angol Wikipédia-szócikk fordításán alapul.  Az eredeti cikk szerkesztőit annak laptörténete sorolja fel. Ez a jelzés csupán a megfogalmazás eredetét és a szerzői jogokat jelzi, nem szolgál a cikkben szereplő információk forrásmegjelöléseként.